# Хронологија рата на Пацифику
Следи хронологија свих важнијих догађаја у рату на Пацифику (део Другог светског рата).

## 1941.

### Улазак САД у рат
- 7. децембра - Напад на Перл Харбор: Јапански авиони напали бродове америчке пацифичке флоте на Хавајима.
- 8. децембра - САД објављују рат Јапану.
- 8. децембра - Битка за Малају: Јапанци освајају Малајско полуострво.
- 8. децембра - Почиње Битка за Филипине.
- 23. децембра - Битка за острво Вејк: Јапанци освајају острво Вејк (Wake).
- 25. децембра - Битка за Хонг Конг: Јапанци освајају Хонг Конг.

## 1942.
- 12. јануара - Битка за Таракан: Јапанска победа над Холанђанима.
- 23. јануара - Битка за Рабаул
- 25. јануара - Тајланд објављује рат Савезницима.
- 30. јануара-3. фебруара - Битка за Амбон: предаја холандских снага.
- 30. јануара-15. фебруара - Битка за Сингапур: Британци губе Сингапур.
- 8. маја - Битка за Филипине: завршено Јапанско освајање Филипина.

- 4.-7. јуна - Битка за Мидвеј: Американци преузимају иницијативу на Пацифику.